# La Mohonera, Cutzamala de Pinzón
La Mohonera är en ort i Mexiko.   Den ligger i kommunen Cutzamala de Pinzón och delstaten Guerrero, i den södra delen av landet, 190 km sydväst om huvudstaden Mexico City. La Mohonera ligger 325 meter över havet och antalet invånare är 209.
Terrängen runt La Mohonera är kuperad åt sydväst, men åt nordost är den platt. Runt La Mohonera är det ganska tätbefolkat, med 60 invånare per kvadratkilometer. Närmaste större samhälle är San Lucas, 12,0 km väster om La Mohonera. Omgivningarna runt La Mohonera är en mosaik av jordbruksmark och naturlig växtlighet.